# Petres Kálmán (egyháztörténész)
Petres Kálmán (Csobotfalva, 1890. január 2. – Radnót, 1981. január 14.) erdélyi magyar római katolikus egyházi író. Szentszéki tanácsos, 1929-től a marosvásárhelyi római katolikus fiúnevelő intézet igazgatója.

## Munkássága
Az 1925. évi Pásztortűz Almanachban magvas áttekintést közölt az első világháború utáni falusi művelődési mozgalmakról. Az erdélyi katholicizmus múltja és jelene című kötet számára megírta az Erdélyi Római Katolikus Státus kiegyezés utáni történetét, kiemelve ennek az iskolákat is fenntartó önkormányzati intézménynek a szerepét a nemzeti oktatásügy szolgálatában.

## Kötete
Egy fejezet a katholikus Erdély történetéből. Az Erdélyi Római Katholikus Státus reneszánsza. 1866-1894. Dicsőszentmárton, 1925.